# Événements de janvier
Pour les articles homonymes, voir Invasion des Pays baltes.
Les événements de janvier (lituanien : sausio įvykiai) ou événements de Vilnius (russe : События в Вильнюсе, sobytia v Vilnioussé, estonien : Vilniuse veresaun) sont la tentative d'invasion des pays baltes en janvier 1991 lorsque les troupes soviétiques, essentiellement composées de soldats russes, pénètrent sur les territoires de  l'Estonie, la Lettonie et la Lituanie. Elle avait pour objectif de reprendre le contrôle de ces trois petites républiques baltes qui s'étaient déclarées indépendantes une année auparavant. Les affrontements les plus violents eurent lieu à Vilnius, la capitale lituanienne et la plus grande ville du pays.

## Contexte
Les anciennes républiques socialistes soviétiques baltes (la RSS de Lituanie, la RSS de Lettonie et la RSS d'Estonie) se proclament indépendantes en 1990. La constitution soviétique est officiellement abolie par les indépendantistes et est remplacée par des constitutions propres à chacun des trois États. Des barricades sont construites ainsi que des postes-frontières pour délimiter la Russie et la Biélorussie des pays baltes. Pour faire face à cette escalade politique, les autorités soviétiques ont opté pour la solution de restaurer l'ancien ordre constitutionnel soviétique par la force.

## Chronologie

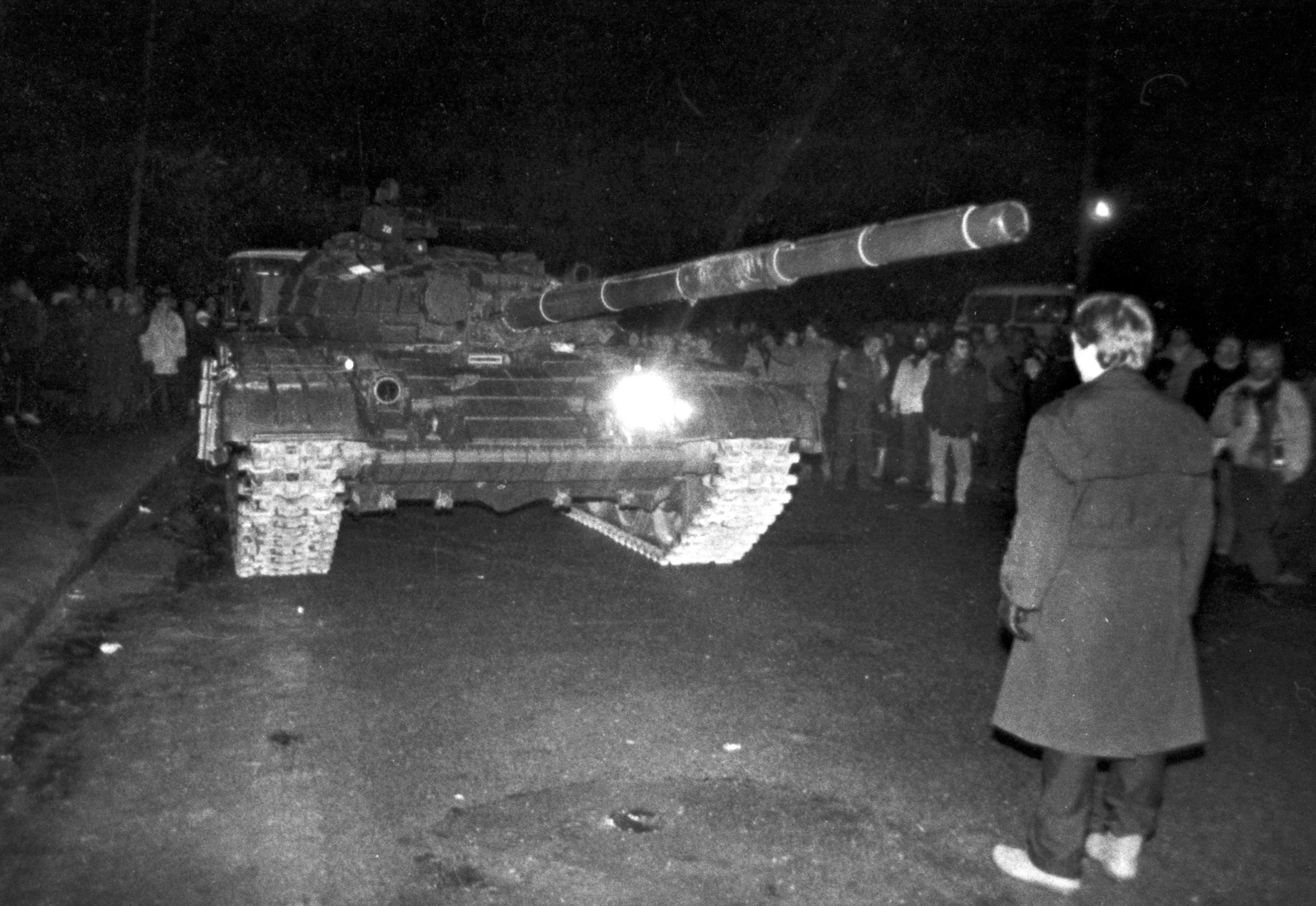
Citoyen lituanien non armé debout contre un char soviétique, Vilnius, 13 janvier 1991.

Le 11 janvier 1991, les troupes soviétiques envahissent la Lituanie et s'emparent de nombreux bâtiments gouvernementaux lituaniens dont le ministère de la Défense à Vilnius, la capitale de la Lituanie.
Le 12 janvier 1991, des combats éclatent entre l'armée soviétique et les forces de police lituaniennes. Les troupes soviétiques essayent de s'emparer de l'académie de police de Vilnius, en vain.
Le 13 janvier 1991, des soldats soviétiques appuyés par des chars T-80 et des véhicules d'infanterie BMP-3 partent à l'assaut de la Tour de Vilnius. 14 personnes sont tuées dans l'attaque et un soldat soviétique est abattu par un tir ami.

## Conséquences
Immédiatement après la fin des attaques, des manifestations rassemblant plus de 50 000 personnes ont lieu dans la capitale lituanienne, en particulier à l'extérieur du parlement de Lituanie afin de manifester pour conserver l'indépendance du pays. À la suite de ces nombreuses manifestations et protestations, les troupes soviétiques décident de se retirer de la Lituanie dans la journée du 13 janvier 1991.

## Dans les autres pays baltes

### En Lettonie

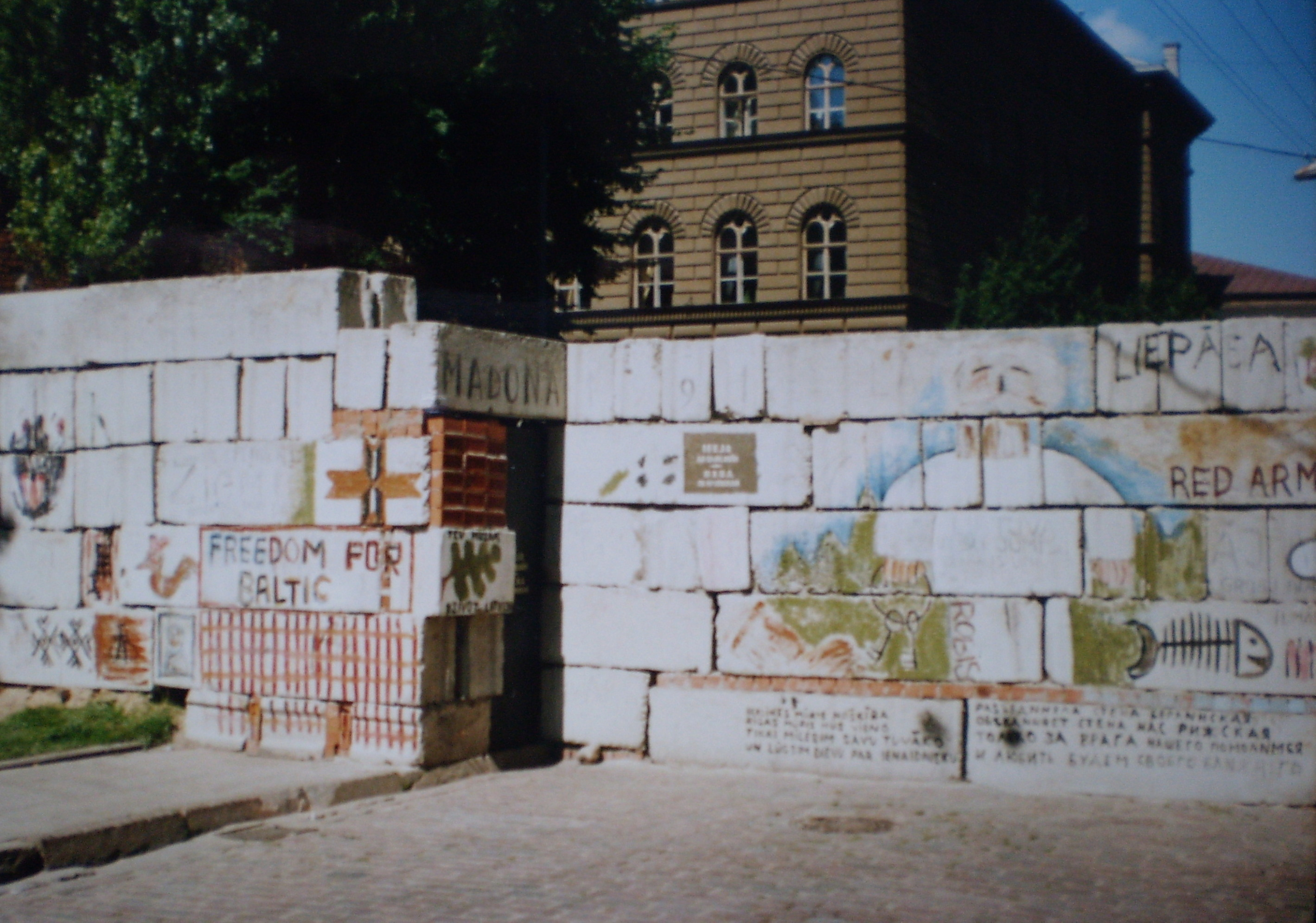
Barricade à Riga et graffitis anti-soviétiques (Freedom for Baltic).

En Lettonie, les troupes soviétiques commencèrent leurs attaques le 14 janvier 1991. Les forces spéciales soviétiques, l'OMON, attaquèrent à plusieurs reprises la capitale lettone, Riga. Le 20 janvier 1991, des affrontements éclatent entre les autorités indépendantes lettones et l'OMON. Deux policiers et trois journalistes sont tués et quatre autres policiers lettons sont blessés. Les Soviétiques ont fait état de quelques pertes lors des affrontements mais leur nombre exact n'est pas connu. Après les combats, les soldats soviétiques investirent le bâtiment gouvernemental du Parti communiste de Lettonie. Le même jour, des manifestations rassemblant plus de 100 000 personnes ont lieu à Moscou pour soutenir les indépendantistes lettons. Les opérations cessèrent définitivement le 25 janvier 1991 avec le repli des troupes soviétiques.
En 1991, Ansis Epners réalise une chronique des événements de janvier intitulée Requiem de janvier (Janvāra rekviēms, Latvijas hronika no 10/11) pour la télévision lettonne.

### En Estonie
En Estonie, il n'y eut pas de combats. En janvier 1991, des chars soviétiques envahirent l’Estonie mais la population les empêcha de progresser vers la capitale et d'atteindre les bâtiments gouvernementaux estoniens ainsi que la tour de télévision et de radio en formant un bouclier humain. Les chars soviétiques n'ouvrirent pas le feu et se replièrent donc en Russie sans aucune effusion de sang. De ce fait, l'Estonie a récupéré son indépendance de manière pacifique.
D'autres incidents éclatèrent le 21 août 1991 dans les jours qui suivirent le putsch de Moscou, durant lesquels les troupes soviétiques essayèrent de s'emparer de la tour de télévision estonienne à Tallinn, la capitale de l'Estonie, mais leur assaut échoua.

## Bilan des événements

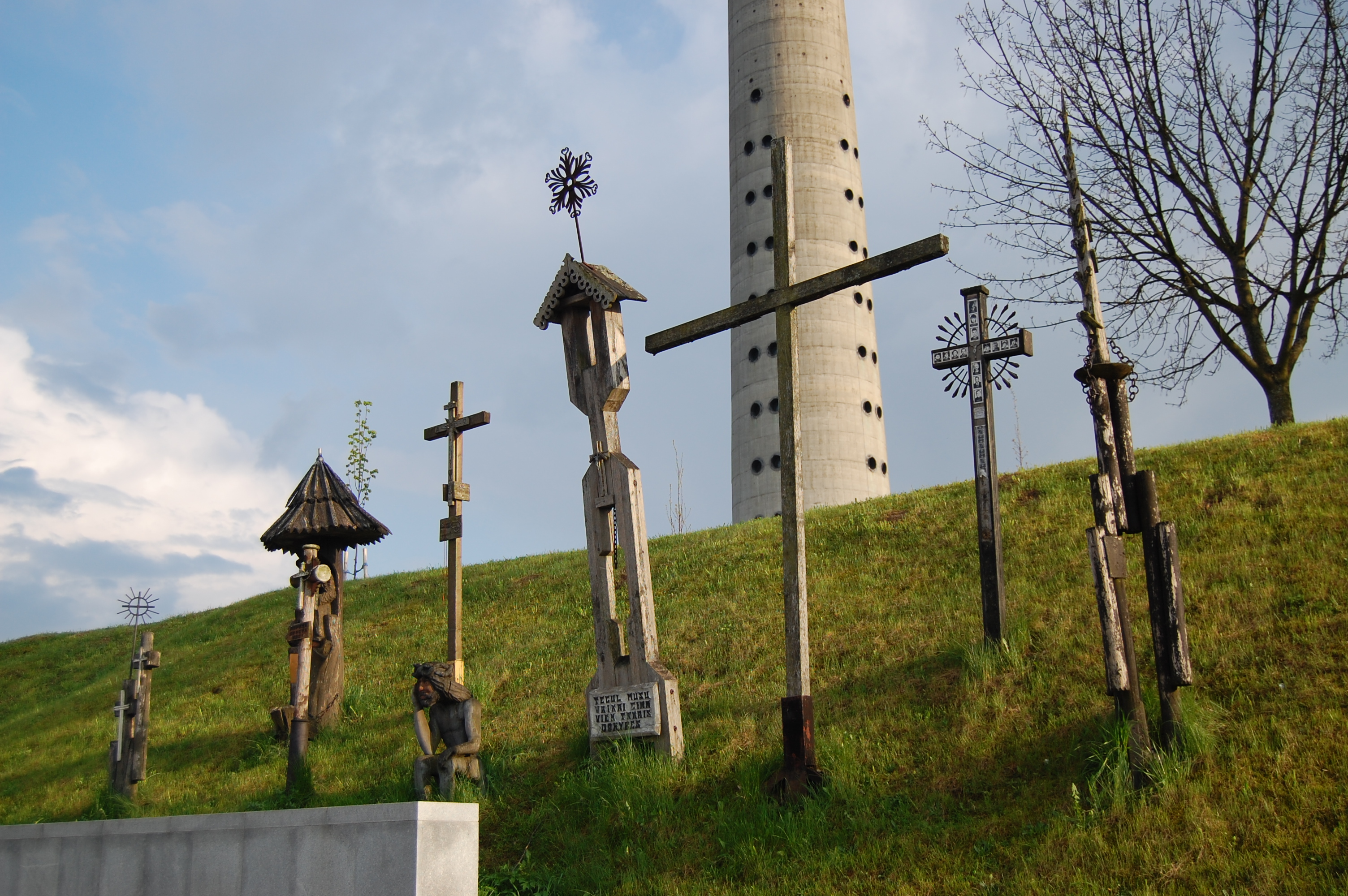
Mémorial dédié aux victimes de l'assaut de la Tour de Vilnius en janvier 1991

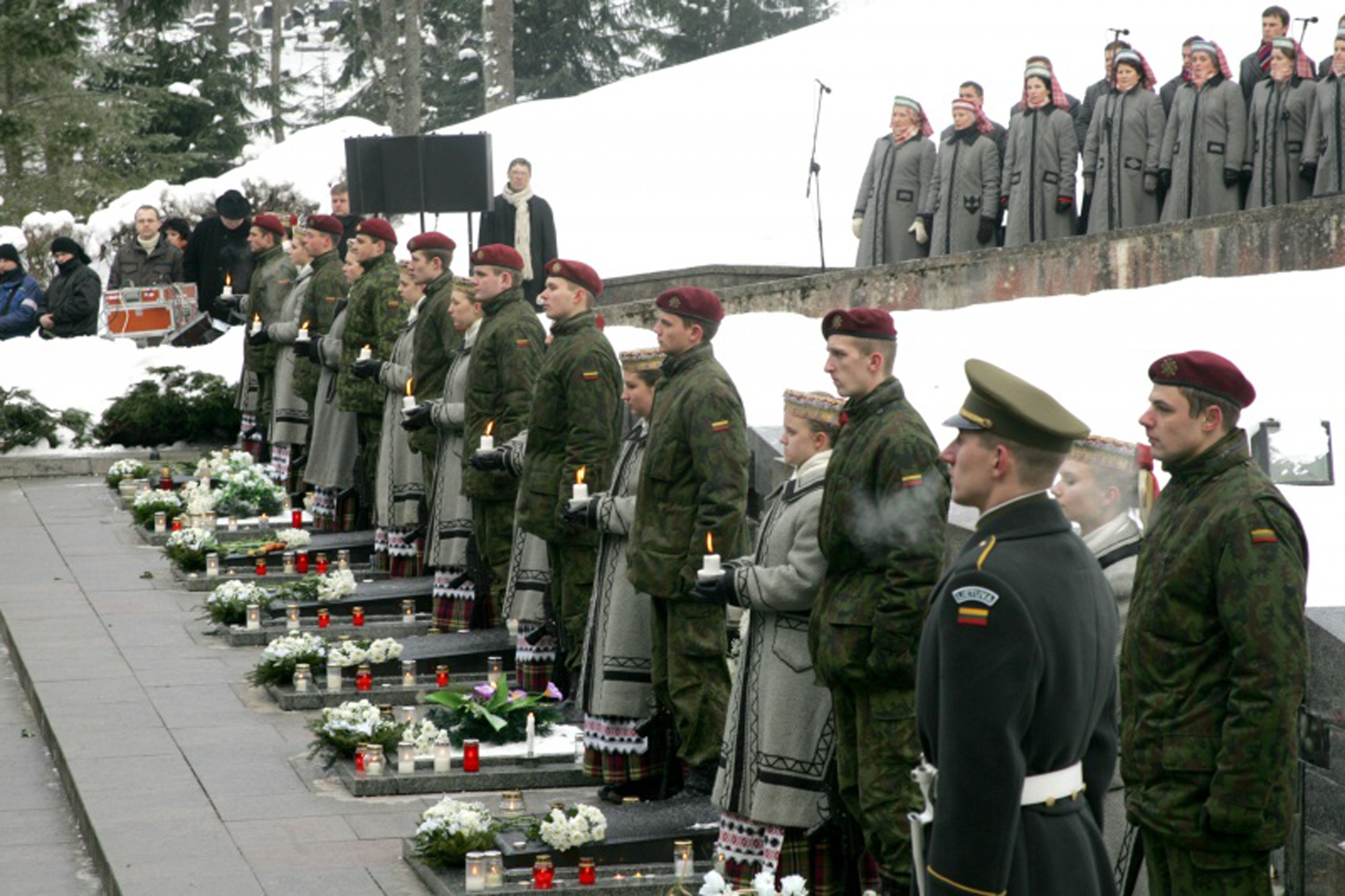
Commémoration des événements du 13 janvier à Vilnius.

Mémorial aux Barricades de 1991 à Riga.

La tentative d'invasion mena à l'indépendance de jure des pays baltes qui existait de facto depuis environ un an. L'ONU reconnut ces États indépendants le 17 septembre 1991. De nombreuses manifestations eurent lieu dans tout le Bloc de l'Est, dont notamment en Pologne et en Ukraine pour protester contre la tentative de reconquête par l'URSS. Ces actions précipitèrent la fin de l'URSS en décembre 1991. En Lituanie, au total 14 personnes ont été tuées et 140 autres personnes ont été blessées durant les combats, dont la majorité des pertes ont été provoquées lors de l'assaut de la tour de Vilnius le 13 janvier 1991. Cet assaut est souvent comparé dans les médias au Bloody Sunday (Dimanche Sanglant) nord-irlandais.
Selon Moscou, le Kremlin n'aurait jamais donné l'ordre de tirer sur des civils. Ce seraient les partisans lituaniens indépendantistes (Lietuvos Persitvarkymo Sąjūdis), dissimulés dans la population, qui auraient ouvert le feu en premier, ce qui aurait contraint les forces soviétiques à riposter en tirant aveuglément dans la foule.
Par la suite, divers incidents furent rapportés en Lituanie avec l'attaque de nombreux postes-frontières par l'OMON jusqu'en août 1991. Au total 23 postes-frontières furent brûlés ou détruits et 60 officiers de police furent blessés dans les incidents.
En août 1999, la cour de Vilnius a condamné six personnes pour leur participation aux événements de janvier en Lituanie,.
Chaque année le 13 janvier, la Lituanie commémore la Journée des Défenseurs de la Liberté en souvenir de l'assaut de la Tour de Vilnius.